# 2007년 영등포역 추돌 사고
영등포역 추돌 사고(永登浦驛追突事故)는 2007년 5월 12일, 신호를 오인하고 영등포역에 진입하던 단행 기관차가 정차중인 전동차를 추돌한 사고다.

## 사고 개요
2007년 5월 12일 오전 9시 20분 경, 경부선 영등포역에 진입하던 제L6108 단행열차(4404호 디젤 기관차)가 하3선 승강장에 정차중인 코레일 소속 용산발 동인천행 급행 K1057 열차(5019-5119 편성)를 뒤에서 들이받아 발생한 사고로, 전동차 1량이 탈선되고 전동차에 타고 있던 9명이 중경상을 입어 이 가운데 4명이 입원치료를 받았다.

## 사고 원인
기관사가 주의신호 구간에서 제한속도인 시속 45km를 초과해 시속 54km로 운전했으며, 부기관사는 잘못된 상태로 기관차가 운행되고 있는데도 기관사에게 적극적으로 안전유도조치를 이행하지 않았다.

## 사고 여파
항공·철도사고조사위원회는 한국철도공사에 대해 기관사 직무교육시 제한속도 준수 및 신호.제동취급에 대한 교육을 강화하도록 하고 기관사 등 운전취급자 간의 무선전화를 적극적으로 활용한 방안을 시행하라고 권고했다.
한편, 사고를 당한 5019-5119 편성 전동차는 직접적으로 들이받혀 탈선한 선두차 5119호와 바로 뒤의 인접차량 5719호의 2량이 폐차되었다. 남은 8량은 이후 한국철도공사 319000호대 전동차의 31906편성과 31907편성으로 개조되었다.